# Peter Bender (Journalist)
Peter Bender (* 16. Juni 1923 in Berlin; † 11. Oktober 2008 ebenda) war ein deutscher Althistoriker und Publizist. Laut Spiegel galt er als einer der publizistischen Wegbereiter der Ostpolitik von Willy Brandt.

## Leben
Peter Bender legte sein Abitur 1941 am Gymnasium in Berlin-Friedenau ab (zu seinen Mitschülern gehörte Egon Bahr) und wurde nach dem Studium in Alter Geschichte zum Dr. phil. promoviert.
Seit 1954 arbeitete er als Journalist, u. a. als Redakteur beim SFB. Von 1961 bis 1970 war er Redakteur und Kommentator beim WDR, von 1970 bis 1988 Berlin-Korrespondent des WDR. Von 1973 bis 1975 ARD-Korrespondent (Hörfunk) in Warschau. Seit 1963 war er zudem Autor der Zeit, seit 1966 ebenfalls des Merkur sowie der Zeitschrift Der Monat. 1968/1969 war er außerdem Senior Assistant beim International Institute for Strategic Studies (IISS).
Im Hörfunk wie in der Presse machte er sich in der Beurteilung des deutsch-deutschen Verhältnisses und durch Kommentare zur deutschen Ostpolitik einen Namen, wurde jedoch auch heftig kontrovers diskutiert, nicht zuletzt deshalb, weil er auch für die Anerkennung der DDR warb.

## Auszeichnungen
- 1977: Karl-Hermann-Flach-Preis

## Publikationen (Auswahl)
- 2008: Zwischen Ost und West. In: Achim Engelberg: Wo aber endet Europa? – Grenzgänger zwischen London und Ankara. Berlin 2008, ISBN 3-320-02132-X.
- 2007: Deutschlands Wiederkehr. Eine ungeteilte Nachkriegsgeschichte 1945–1990. Klett-Cotta, Stuttgart 2007, ISBN 3-608-94466-4.
- 2003: Weltmacht Amerika – Das Neue Rom. Klett-Cotta, Stuttgart 2003, ISBN 3-608-96002-3.[3]
- 1996: Episode oder Epoche? Zur Geschichte des geteilten Deutschland. DTV, München 1996, ISBN 3-423-04686-4.
- 1995: Die Neue Ostpolitik und ihre Folgen. Vom Mauerbau bis zur Vereinigung. DTV, München 1995, ISBN 3-423-04528-0.
- 1993: Weil das Land sich ändern muß. In: Marion Dönhoff: Weil das Land Versöhnung braucht. Rowohlt, Reinbek bei Hamburg 1993, ISBN 3-498-01299-1.
- 1992: Unsere Erbschaft. Was war die DDR – was bleibt von ihr? Luchterhand, Hamburg 1992, ISBN 3-630-87110-0.
- 1981: Das Ende des ideologischen Zeitalters. Severin und Siedler, Berlin 1981, ISBN 3-88680-001-6.
- 1968: Zehn Gründe für die Anerkennung der DDR. Fischer, Frankfurt am Main 1968.